# Post-capitalismo
Post-capitalismo si riferisce ad un ipotetico sistema economico futuro che sostituirà il capitalismo come forma dominante di organizzazione economica.

## Sistemi post-capitalisti
Ci sono state numerose proposte per un nuovo sistema economico da sostituire al capitalismo. Alcune sono teorizzate per arrivare attraverso processi evolutivi spontanei come il capitalismo diventa obsoleto, mentre altri sono modelli proposti per sostituire il capitalismo. I più noti sono il postkeynesismo e l'Economia basata sulle risorse, sistema ideato da Jacque Fresco in cui il sistema monetario e politico sono superati da sistemi di distribuzione e produzione altamente automatizzati, energia abbondante e pulita, estremo rispetto per la protezione dell'ambiente, città super-efficienti e utilizzo del metodo scientifico per le questioni di interesse sociale. Questi aspetti tecnici devono essere combinati con una larga scala di valori sociali, dichiarando tutte le risorse del pianeta come patrimonio comune di tutte le persone.